# جاك غرانت
جاك غرانت (بالإنجليزية: Jack Grant)‏ هو لاعب كرة قدم أسترالية أسترالي، ولد في 24 سبتمبر 1915، وتوفي في 1 ديسمبر 1982.

## وصلات خارجية
- جاك غرانت على موقع AustralianFootball.com (الإنجليزية)
- جاك غرانت على موقع AFLtables.com (الإنجليزية)